# AYA HIRANO Music Clip Collection vol.1
『AYA HIRANO Music Clip Collection vol.1』（アヤ ヒラノ ミュージッククリップコレクションボリュームワン）は、平野綾の1作目のミュージック・クリップ集。2009年9月9日にLantisから発売された。

## 概要
平野綾の1作目となるミュージック・クリップ集。ボーナス・トラックとしてLOVE★GUNからUnnamed worldまでのメイキング映像に加え、LOVE★GUNのリミックスとMonStARの∞Versionが収められている。初回限定盤にはDVDが同梱されている。

## 収録内容

### MUSIC CLIP
1. 冒険でしょでしょ? [4:15] 
作詞：畑亜貴、作曲：冨田暁子、編曲：藤田淳平（Elements Garden）
  - テレビアニメ「涼宮ハルヒの憂鬱」オープニングテーマ
2. 明日のプリズム [3:57] 
作詞：こだまさおり、作曲：前澤寛之、編曲：加藤大祐
3. LOVE★GUN [3:51] 
作詞：平野綾、作曲：黒須克彦、編曲：nishi-ken、黒須克彦
4. NEOPHILIA [4:10] 
作詞：平野綾・畑亜貴、作曲・編曲：齋藤真也
  - テレビ埼玉『アニたま』2007年11月エンディングテーマ
5. MonStAR [4:23] 
作詞：meg rock、作曲：黒須克彦、編曲：nishi-ken
  - テレビ埼玉『アニたま』2007年12月エンディングテーマ
  - BSフジ『もえがく★5』エンディングテーマ
  - GyaO MIDTOWN TV『キネマルネッサンス あ〜や城』テーマ
6. Unnamed world [3:32] 
作詞：畑亜貴、作曲：黒須克彦、編曲：黒須克彦・nishi-ken
  - フジテレビ系アニメ『二十面相の娘』エンディングテーマ
7. RIOT GIRL
作詞：平野綾、作曲・編曲：nishi-ken
  - テレビ東京『アニソンぷらす』エンディングテーマ
8. Set me free [3:43] 
作詞：平野綾、作曲：黒須克彦、編曲：nishi-ken
9. Sing a Song! [3:43]
作詞：平野綾、作曲・編曲：黒須克彦
10. Super Driver [4:19]
  - 作詞：畑亜貴、作曲・編曲：神前暁
  - テレビアニメ『涼宮ハルヒの憂鬱（2009年版）』オープニングテーマ

### ボーナストラック
1. LOVE★GUN REMIX
2. MonStAR∞Version
3. LOVE★GUN（making）
4. NEOPHILIA（making）
5. MonStAR（making）
6. Unnamed world（making）
7. RIOT GIRL（making）